# 24 (Fernsehserie)/Staffel 2
Die zweite Staffel der US-amerikanischen Echtzeit-Fernsehserie 24 besteht aus 24 Episoden und wurde in den Vereinigten Staaten zwischen Oktober 2002 und Mai 2003 erstausgestrahlt, in Deutschland, Österreich und der Schweiz zwischen März und Mai 2004.
Die Staffel handelt in ihrer ersten Hälfte vor allem von den Bemühungen des teilweise verdeckt ermittelnden CTU-Agenten Jack Bauer, eine von Terroristen in die USA gebrachte Atombombe zu finden und deren Explosion zu verhindern. Nachdem die Bombe über unbewohntem Gebiet detoniert ist, geht es in der zweiten Staffelhälfte hauptsächlich darum, einen auf gefälschten Beweisen basierenden, militärischen Vergeltungsschlag der USA im Nahen Osten zu verhindern. Im Laufe der Staffel stellt sich heraus, dass der NSA-Chef, die Exfrau des US-Präsidenten und ein auf Krieg spekulierendes Konsortium aus Öl-Magnaten in den Plan mit der Atombombe involviert sind.

## Handlung
Die Handlung spielt 18 Monate nach der ersten Staffel, beginnt um 8 Uhr und dauert bis 8 Uhr des Folgetages.

### 8 bis 16 Uhr
Unter Anwendung von Folter erhält die NSA die Information, dass Terroristen an diesem Tag eine Nuklearwaffe in den USA zur Explosion bringen wollen. Um die Attentäter zu stoppen, drängt die NSA darauf, dass Jack Bauer die Ermittlungen der CTU sofort unterstützt. Emotional unter dem Tod seiner Ehefrau leidend, ist Jack Bauer seit über einem Jahr nicht mehr bei der CTU aktiv. Erst auf die persönliche Fürsprache David Palmers, mittlerweile US-Präsident, hin lässt sich Bauer davon überzeugen, die Arbeit aufzunehmen. Palmer, mit seinem Stab vorübergehend von einem Bunker in Oregon aus regierend, möchte wegen der terroristischen Bedrohung eine Panik in der Bevölkerung vermeiden und verhindert deshalb, dass der Reporter Ron Wieland einen Rundfunkbeitrag über die Bedrohung sendet, indem er ihn einsperren lässt.
Um die Attentäter aufzuspüren, ermittelt Bauer verdeckt in einer Gruppe Krimineller. Um deren Vertrauen zu gewinnen, überbringt Bauer ihnen den selbst abgesägten Kopf eines Mannes, der, als Kronzeuge gegen den Gruppenanführer Joe Walt vorgesehen, bis dahin vom FBI gefangengehalten wurde und den Bauer eigenmächtig erschossen hatte. Die Gruppe, dessen Mitglied Bauer nun ist, führt einen nichtnuklearen Sprengstoffanschlag auf die CTU mit dem Zweck durch, die Ermittlungen der CTU zu behindern; dabei wird das CTU-Gebäude schwer beschädigt, es gibt mindestens 30 Tote und viele Verletzte. Wegen der großen Verluste kann die CTU zunächst nur eingeschränkt arbeiten.
CTU-Leiter George Mason ermittelt in dem Fall der nuklearen Bedrohung im Stadtteil Panorama City. Beim Untersuchen des Gebäudes, in dem die Terroristen den nuklearen Sprengsatz vorbereitet haben, kommt er in Kontakt mit Plutonium, weswegen er bald zu sterben droht. Trotz zunehmender Strahlenkrankheitssymptome setzt er seine Arbeit in der CTU fort.

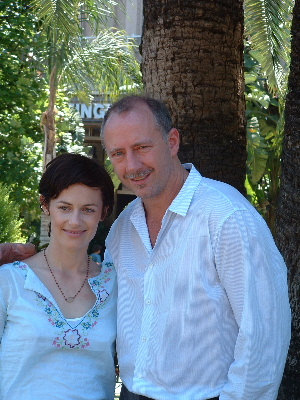
Sarah Clarke, Darstellerin der Nina Myers, und Xander Berkeley, Darsteller des George Mason

Um Bauer bei seinen Ermittlungen nicht zu enttarnen, verhindert der NSA-Vizechef Rayburn, dass Bauers Warnung vor einem Angriff auf die CTU rechtzeitig an Palmer und an die CTU weitergegeben wird. Nachdem ihn Palmer deshalb entlassen hat, übernimmt der NSA-Chef Roger Stanton Rayburns Aufgabenbereich im Regierungsbunker.
Nach dem Attentat auf die CTU erfährt Bauer von der Gruppe Joe Walts Aufenthaltsort. Nachdem Bauer sich als Bundesagent zu erkennen gegeben hat und die übrigen Gruppenmitglieder – hauptsächlich aus Selbstverteidigung – erschossen hat, spürt er Walt in dessen Versteck auf. Ehe Walt Suizid begeht, informiert er Bauer darüber, dass Nina Myers, einst CTU-Angestellte und Mörderin von Jacks Gattin, der Gruppe die CTU-Gebäudepläne verkauft hat. Obwohl Jacks Auftrag nun erledigt ist, arbeitet er – voller Zorn über Nina – weiter und verhört sie in der CTU.
Als Kindermädchen von Megan, der jungen Tochter des Ehepaars Matheson, flieht Kim Bauer mit Megan vor deren Vater Gary, der sowohl Frau als auch Tochter misshandelt. Unterstützt durch ihren Bekannten Miguel, möchte Kim mit Megan – auch auf Jacks Warnung vor der Atombombenexplosion hin – die Stadt verlassen, dazu benutzen sie Garys Auto. Darin unterwegs, werden sie von einem Polizisten wegen Tempoüberschreitung gestoppt, der dabei im Kofferraum die blutige Leiche von Megans Mutter entdeckt. Miguel und Kim werden deshalb als Mordverdächtige in ein nahes Polizeirevier gebracht.
Zu den Erkenntnissen der US-Regierung und der CTU gehört, dass die Nuklearwaffe irgendwo in Los Angeles detonieren soll und dass die Terroristengruppe Second Wave, die offensichtlich aus einem bestimmten, aber nicht genannten, arabisch-islamischen Land kommt und von dem international Gesuchten Syed Ali geleitet wird, als möglicher Drahtzieher gilt. Palmer droht dem Regierungschef dieses Landes mit unverzüglicher Vergeltung, sollte es den Anschlag nicht stoppen. Später vereinbaren Palmer und der Botschafter des Landes trotz Stantons Sicherheitsbedenken einen eingeschränkten Informationsaustausch beider Länder zur Beschleunigung der Ermittlungen. Der Botschafter stirbt kurz danach beim gewaltsam herbeigeführten Absturz seines Hubschraubers.
David Palmers Exfrau Sherry erscheint im Regierungsbunker und möchte sein Vertrauen wieder zurückgewinnen. Zu dem Zweck liefert sie ihm brisante, unter Verwendung ihrer Kontakte in Regierungskreisen erlangte, Informationen, zu denen auch gehört, dass Stanton Militärangehörige aus L.A. evakuieren lässt. Weil David Palmer mit Blick auf eine mögliche Massenpanik damit nicht einverstanden ist und er sich übergangen fühlt, lässt er Stanton den Befehl rückgängig machen. Zu Sherrys Informationen gehört auch, dass Teile von Davids Verwaltungsapparat gegen ihn zu intrigieren versuchen, um ihn aus dem Amt zu entfernen. Trotz Bedenkens, Sherry intrigiere selbst erneut, verschafft David ihr einen Arbeitsplatz in seiner Nähe, damit sie diesbezüglich weiter ermitteln kann.
David Palmer verdächtigt nun Stanton, an der mutmaßlichen Verschwörung und dem Hubschrauberabsturz beteiligt zu sein, und setzt seinen Stabschef Mike Novick dazu ein, Stanton zu beobachten. Weil durch die Medien Fragen nach dem Verbleib des Reporters Wieland aufkommen, lässt es David zu, dass sich Sherry mit Wieland befasst. Dabei sichert sie Wieland den Zutritt zu Regierungsgebäuden zu, wenn Wieland im Gegenzug nichts über seine Gefangennahme öffentlich macht. Wenig später ist Wieland ohne Davids Autorisation frei und berichtet im Fernsehen über die terroristische Bedrohung.
Für den Abend ist die Hochzeit zwischen Marie Warner, Tochter des wohlhabenden Geschäftsmannes Bob Warner, und Reza Naiyeer geplant, der in Bobs Firma angestellt ist. Maries Schwester Kate hat wegen Rezas arabischer Abstammung den Verdacht, dass Reza Verbindungen zu Terroristen hat, und lässt deshalb durch einen von ihr engagierten Privatdetektiv Ermittlungen gegen ihn anstellen. Diese ergeben geschäftliche Überweisungen zwischen den Konten Rezas und Syed Alis. Auf diese Transfers ist unterdessen auch die CTU aufmerksam geworden, die Reza deshalb verhört. Mit seiner Verhaftung bedroht, gibt Reza zu, dass die Überweisungen lediglich von ihm gedeckt, aber von Bob Warner beauftragt worden sind. In der CTU sagt Bob Warner aus, dass Bob mit seiner Firma die CIA berät. Parallel dazu werden Kate und der Privatdetektiv entführt.
Als Gegenleistung für die umfassende präsidiale Straffreiheit vor den von ihr begangenen Verbrechen lotst Nina Jack zu dem sich in Visalia versteckenden Mann Mahmud Fahim, der den Verkauf der Gebäudepläne organisiert hatte. Nachdem Jack und Nina per Flugzeug dort eingetroffen sind, nimmt Jack Fahim gefangen, ein Fluchtversuch Ninas scheitert. Myers spricht beim Rückflug insgeheim mit Fahim über Syed Ali und verletzt ihn trotz Fesseln tödlich. Mit dem Versprechen, weitere, zu den Attentätern führende Informationen preiszugeben, erpresst sie eine Kursänderung des Flugzeugs nach San Diego. Dorthin unterwegs, beginnt das Flugzeug mit einem schweren Antriebsschaden abzustürzen.
Unterdessen transportieren drei der Terroristen die Nuklearwaffe durch L.A. Bei einem Streit erschießen sich zwei von ihnen gegenseitig.

### 16 bis 24 Uhr
Das Flugzeug mit Jack und Nina an Bord wurde von einer Boden-Luft-Rakete getroffen. Beide überleben den Absturz in unwegsamem Gelände weitgehend unversehrt und können dadurch der Erschießung durch ein am Absturzort rasch eingetroffenes militärisches Spezialkommando entkommen. Nachdem sie zusammen die Soldaten der Spezialeinheit erschossen haben, nimmt Nina Jack als Geisel und erpresst von Präsident Palmer Immunität vor der Strafverfolgung, die sie für den von ihr beabsichtigten Mord an Jack Bauer zu erwarten hätte. Im Gegenzug nennt sie die Adresse von Syed Ali. Weil Jack Nina austrickst, kann sie ihn nicht erschießen und sie wird erneut gefangen genommen. Die toten Soldaten erkennt Jack als zu der Sondereinheit Coral Snake gehörig, die insgeheim durch die NSA finanziert wird.
Kate Warner und der Privatdetektiv befinden sich nun in der Gewalt von Syed Ali, der beide foltern lässt, um zu ermitteln, inwieweit sie ihm schon auf die Spur gekommen sind. Nachdem Syed Ali den Detektiv hat erschießen lassen und das Gebäude verlassen hat, befreien Jack und ein CTU-Team Kate aus der Gewalt von Alis Helfer, der dabei Suizid begeht. Mit Kates Hilfe ergreift die CTU Ali in einer Moschee. Um der CTU den Standort und den Detonationszeitpunkt der Atombombe zu nennen, foltert Jack ihn. Vorgeführt per Video, inszeniert die CTU zu Alis Schein die Exekution seines Sohnes. Erst, als ihm Jack mit der Erschießung des zweiten Sohnes droht, gesteht Ali, dass sich die Bombe auf einem bestimmten Flugplatz in L.A. befindet, von dem aus sie zum Abwurf über Downtown Los Angeles geflogen werden soll.
Roger Stanton bestreitet, von der Sondereinheit Coral Snake zu wissen. Mit dadurch gewachsenem Misstrauen gegenüber Stanton lässt David – tatkräftig unterstützt durch seine Exfrau – gegen Stanton ermitteln. Sherry jedoch scheint mit Stanton zu kollaborieren und warnt ihn vor der Strafverfolgung. Es wird deutlich, dass Stanton Ansprüche auf das Präsidentenamt hegt. Trotz Sherrys Einspruch lässt David Stanton verhaften. Nachdem Stanton auch Verbindungen zu dem Atombombenattentat bestritten hat, lässt David Palmer ihn inoffiziell durch den Secret-Service-Mann Simmons verhören und mit Elektroschocks foltern. Darunter gesteht Stanton, die Second-Wave-Terroristen bereits seit Wochen dabei zu unterstützen, die Atombombe in die USA zu schaffen. Im Rahmen der Aktion wolle er beweisen, dass Davids Verteidigungspolitik zu passiv sei. Auftrag der Coral-Snake-Einheit, zu deren restlichen Mitgliedern er nun keinen Kontakt mehr hat, sei es, die Bombe zu schützen, ultimativ aber ihre Explosion zu verhindern.
David Palmers Pressereferentin Lynne Kresge glaubt, Sherrys Konspiration mit Stanton beweisen zu können. Anstelle ihres Informanten versichert ihr Sherry, Beweise gegen eine angeblich von Stanton geführte Verschwörung zum Sturz des Präsidenten zu sammeln, selbst aber kein Teil der Verschwörung zu sein. In Unkenntnis dieser Informationen lässt David seine Exfrau für weitere Ermittlungen bis in seine Operationszentrale vor, sehr zum Missfallen von Kresge, die von Sherrys Unschuld nicht überzeugt ist.
Reza und ein CTU-Agent durchsuchen die Computerdaten in Bobs Firma. Kurz nachdem sie Beweise gegen Marie entdeckt haben, werden sie von Marie erschossen, die für Syed Ali arbeitet und nach dem Tod ihrer Mutter offenbar radikalisiert worden war. Mittlerweile an dem Flugplatz eingetroffen, findet die CTU sechs Coral-Snake-Mitglieder ermordet vor. In einem anderen Hangar machen Marie und ein Helfer die Bombe durch Einsetzen des Zünders scharf. Als der Terrorist mit einem Flugzeug abheben will, stoppen CTU und Polizei das Flugzeug und entdecken darin eine Bombenattrappe. Mit dem Nichtauffinden der Bombe und dem Tod der Coral-Snake-Mitglieder konfrontiert, sagt Stanton gegenüber David aus, dass die Sondereinheit eigentlich aus sieben Personen besteht und dass David für weitere Informationen Sherry befragen solle.
Als David Palmer seine Exfrau zur Rede stellt, leugnet sie, von Stantons Plan bezüglich der Atombombe gewusst zu haben. Dafür können sie und ein CIA-Angestellter glaubwürdig darlegen, dass sie gemeinsam seit vier Monaten Informationen sammeln, mit denen sie Stantons Plan zur Unterwanderung von Davids Präsidentschaft beweisen wollen. Sie begannen mit dem Sammeln der Beweise, nachdem Stanton erfolglos versucht hatte, Sherry für die Unterstützung seines Plans zu gewinnen. Weil David Sherry misstraut, verweist er sie aus dem Regierungsbunker.
Unterdessen verhindert Mason, dass angesichts der personellen Verluste die Kontrolle über die CTU durch die übergeordnete Behörde übernommen wird. Er überträgt kurz darauf wegen seines zunehmenden körperlichen Verfalls die CTU-Leitung an Almeida und fährt zum Flugplatz. Dort erkennt Kate zufällig ihre Schwester, wodurch diese von der CTU verhaftet und verhört werden kann. Gegen 22 Uhr entdeckt die CTU die Atombombe. Sie lässt sich nicht deaktivieren und wird in einer Stunde explodieren. Jack entscheidet sich für sich selbst als diejenige Person, die die Bombe mit einer Cessna in die Mojave-Wüste fliegt, um sie dort ohne weitere nennenswerte Verluste an Menschenleben detonieren zu lassen.

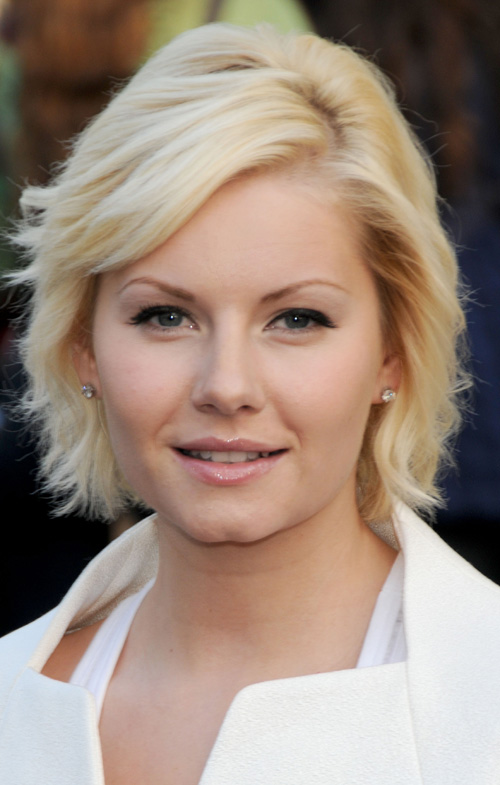
Elisha Cuthbert, Darstellerin der Kim Bauer

Während Kim und Miguel zur erkennungsdienstlichen Behandlung in ein Polizeirevier nach L.A. gefahren werden, versuchen sie aus dem befürchteten Explosionsradius der Atombombe zu flüchten und verursachen dazu einen Unfall des sie transportierenden Streifenwagens. Kim flüchtet von der Unfallstelle aus in den Wald. Auf der Flucht vor einem Puma in eine Tierfalle geraten, wird sie bald durch einen zurückgezogen lebenden Junggesellen befreit, dem sie von der möglichen Nuklearexplosion erzählt. Wenig später lockt er sie aus Einsamkeit und unter dem Vorwand, die Atombombe sei eben explodiert, in den selbstgebauten Luftschutzkeller, lässt sie aber wieder frei, nachdem sie seine Lüge erkannt hat. Als Anhalterin entfernt sie sich von L.A.
Nachdem sich Mason im von Jack geflogenen Flugzeug als blinder Passagier zu erkennen gegeben hat, überzeugt er Jack davon, das Flugzeug selbst zum Zielort zu fliegen, weil er ohnehin bald sterben wird. Nachdem Jack per Fallschirm abgesprungen ist, beobachten er, Kim und der mit der Air Force One nach L.A. fliegende Palmer um 22.59 Uhr die Explosion mit Pilzwolke.
Die CTU findet bei der Untersuchung einer in Syed Alis Wohnung sichergestellten Festplatte eine Audio-Aufnahme, auf der Ali auf Zypern mit Ministern dreier nahöstlicher Staaten spricht und die beweist, dass diese Staaten den Bombenanschlag mitbeauftragt haben. Während CTU-Experten die Echtheit der Aufnahme zweifelsfrei feststellen, behauptet Syed Ali, dass sie gefälscht sei. Als Ali von der CTU nach Guantanamo verlegt werden soll, erschießt ihn der Heckenschütze Jonathan Wallace, der das vermisste siebte Coral-Snake-Mitglied ist und seine sechs Kollegen ermordet hatte, um sie von der Sicherstellung der Bombe abzuhalten. Er behauptet telefonisch gegenüber Bauer, dass er die Aufnahme, die gefälscht sei, in Alis Wohnung platziert habe, und fordert als Gegenleistung für den Beweis der Fälschung, dass Bauer ihm Kate Warner ausliefert. Durch die Infragestellung der Echtheit der Zypern-Aufnahme zweifelt Präsident Palmer an der – insbesondere von Vizepräsident Jim Prescott ausgehenden – Forderung, zur Vergeltung für die Atombombenexplosion einen militärischen Schlag gegen die drei Länder durchzuführen.
Kim wird in einem Schnapsladen Zeugin einer Erschießung in Notwehr durch einen Mann, der sie anschließend als Geisel nimmt.

### 0 bis 8 Uhr
Nachdem Kim dem Geiselnehmer entflohen ist, stürmt die Polizei – voller Nervosität über die sich verschlechternde, allgemeine Sicherheitslage – das Geschäft. Die Polizei lässt die Mordermittlungen gegen Kim fallen. Telefonisch erfährt Kim von Miguel, dem wegen des Autounfalls mittlerweile ein Unterschenkel amputiert worden ist, dass er sie nicht wieder sehen will.
Jack bringt Kate zu Wallace, der ihn darüber informiert, dass er im Auftrag von mächtigen Männern dafür sorgen sollte, dass die Bombe explodiert und die Zypern-Aufnahme in Alis Wohnung versteckt wird. Damit sollten die drei nahöstlichen Länder belastet werden, um sie in einen Krieg gegen die Vereinigten Staaten zu treiben. Die Männer im Hintergrund spekulierten damit auf die Wertsteigerung der Ölvorkommen am Kaspischen Meer. Eine Stunde zuvor wollten ihn seine Auftraggeber aber erfolglos töten lassen, weshalb er sich nun bedroht sieht und das Land unter Nutzung der von der CIA an die Warners vergebenen Reiseprivilegien verlassen möchte. Wohlwissend, dass Wallace Kate dabei töten wird, willigt Jack in den Tausch ein, der seine einzige Möglichkeit ist, den Beweis über die Fälschung der Zypern-Aufnahme zu erhalten.
Mehrere US-Bomber-Staffeln sind bereits zu den drei nahöstlichen Staaten unterwegs und nur noch wenige Flugstunden davon entfernt. Unterdessen kommt es zunächst an der US-Ostküste, später auch in Kalifornien, unter Bürgern zu rassistisch und fremdenfeindlich motivierten Unruhen und Plünderungen, zu deren Eindämmung Präsident Palmer sich über den Posse Comitatus Act hinwegsetzt und die Nationalgarde einsetzt.

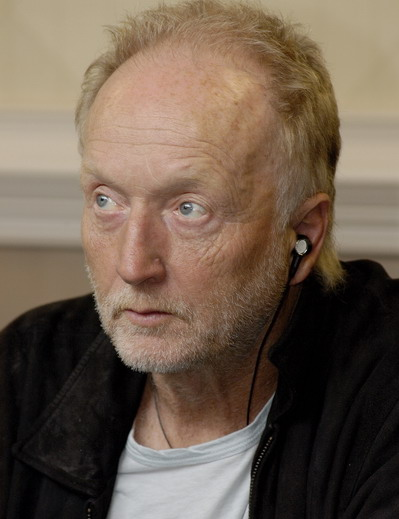
Tobin Bell, Darsteller des Peter Kingsley

Die CTU-Angestellte Michelle Dessler verheimlicht ihren Kollegen Almeida und Carrie Turner, Jack zu helfen, und wird deshalb von ihnen beschattet. Jack, Kate, Wallace und Yusuf Auda, ein aus Alis Land stammender Austauschagent, liefert sich am Treffpunkt in Studio City ein Feuergefecht mit Heckenschützen, die Wallace töten wollen. Durch das Bekanntwerden der Schießerei fällt auch Desslers Schwindel auf. Angeschossen stirbt Wallace im Krankenhaus. Durch seinen letzten Tipp entdeckt Jack aber den Speicherchip, auf dem sich die Beweise für die Falschheit der Zypern-Aufnahme befinden. Jack schickt Kate und Auda mit dem Chip zur CTU, während er selbst die Männer ablenkt, die Wallace im Auftrag des Öl-Magnaten Peter Kingsley töten wollten. Dabei wird Jack von ihnen gefangen genommen und zwecks Auffindens des Chips bis zu seinem Herzstillstand gefoltert. Kingsleys Männer lassen Bauer durch einen Arzt reanimieren, der ihm anschließend beim Überwältigen der Männer hilft.
Unterdessen werden Kate und Auda wegen dessen nahöstlicher Gestalt von Rassisten überfallen und verprügelt. Um zu verhindern, dass die Gangster den Chip entwenden, führt Kate sie zu ihrem Wohnhaus, um ihnen dort Geld für den Chip zu geben. Durch den schwer verletzten, sterbenden Auda über Kates Vorhaben informiert, treibt Bauer die Gangster in Kates Haus in die Enge und kann sich so des Chips bemächtigen. Untersuchungen durch die CTU ergeben, dass zwar die Audio-Aufnahmen wegen starker Beschädigungen nicht mehr lesbar sind, Datenfragmente aber auf ihren Programmierer schließen lassen.
In der CTU verbietet es der neu eingetroffene Ryan Chappelle den – mittlerweile ineinander verliebten – Ermittlern Almeida und Dessler, Jack zu helfen, und möchte damit die Bemühungen der Regierung um die Ausführung des Militärschlages unterstützen. Almeida und Dessler versuchen sich dabei auch Carrie Turner zu erwehren, die mit Dessler als ihrer Vorgesetzten nicht einverstanden ist; dennoch setzt Chappelle Almeida als CTU-Leiter ab.
Wegen Bauers Informationen davon überzeugt, dass die Zypern-Aufnahme gefälscht ist, erteilt Palmer den Befehl zum Abbruch des Angriffs auf die nahöstlichen Staaten. Mehrere Mitglieder seiner Regierung sind damit aber nicht einverstanden, auch weil sie ihn für führungsschwach halten und den für die USA vorteilhaften Überraschungseffekt des Angriffs gefährdet sehen. Ohne Palmers Wissen arbeitet deshalb Prescott daran, den Präsidenten unter Anwendung des 25. Verfassungszusatzes aus seinem Amt zu entfernen. Novick unterstützt diesen Plan auch und lässt deshalb die dagegen opponierende Kresge in einem Abstellraum einsperren. Von dort flüchtend, wird Kresge durch ihren Bewacher das Treppenhaus hinunter gestoßen und schwer verletzt. Novick verhindert, dass Palmer von Prescotts Plan erfährt.
Mittlerweile hat Vizepräsident Prescott in Washington, D.C. das Kabinett einberufen, um es über das Amtsenthebungsverfahren gegen Palmer abstimmen zu lassen, der mit Novick an der Versammlung von L.A. aus teilnimmt. Um Palmer zu belasten, lässt Prescott die Aufzeichnung der seiner Ansicht nach widerrechtlich erfolgten Folterung Stantons vorführen. Der ebenfalls teilnehmende Stanton behauptet nun, von dem Plan bezüglich der Atombombe vor seinem Verhör nichts gewusst und unter der Folter lediglich das Erwartete geantwortet zu haben. Palmer erkennt die Aufzeichnung als unvollständig und beschuldigt Stanton zu lügen. Bei der wenig später stattfindenden Abstimmung votiert eine knappe Mehrheit der Kabinettsmitglieder gegen Palmers Verbleib im Amt. Nach Palmers Entmachtung lässt Prescott sich als neuer Präsident vereidigen und den Flug der US-Bomber fortsetzen. Dennoch täuscht Palmer auf Prescotts Bitte hin zum Schutz der Bomberpiloten vor, Präsident zu sein, als er den türkischen Ministerpräsidenten um Überflugrechte bittet.
In der Wohnung des Hackers Alex Hewitt, der im Auftrag Kingsleys mit den Stimmen dreier nahöstlicher Minister die Zypern-Aufnahme gefälscht hat, trifft Jack neben Hewitt unerwartet auch auf Sherry Palmer. Sie teilt Jack mit, Kingsley bei dessen profitorientierter Drohung mit der Atombombe geholfen zu haben, um Davids Präsidentschaft zu beenden und sich so an David für die Ehescheidung zu rächen. Sie möchte nun verhindern, dass Gespräche zwischen ihr und Kingsley öffentlich bekannt werden, die ihre Kooperation mit ihm belegen und die Hewitt ebenfalls mit aufgezeichnet hatte. Dieser lässt sich zunächst davon überzeugen, vor Gericht die Falschheit der Zypern-Aufnahme zu demonstrieren. Während Jack durch ein Telefonat mit Kim abgelenkt ist, in dem er sie bei der Notwehr-bedingten Erschießung von Gary Mathison in dessen Haus anleitet, sticht Hewitt aber – panisch vor Strafverfolgung – Sherry nieder und flüchtet. Auf der Flucht schwer verletzt, stirbt er, nachdem Chappelle den von Almeida und Dessler geschickten Rettungshubschrauber zurückbeordert hat. Wegen Missachtung ihrer Befehle werden Almeida und Dessler verhaftet.
Jack lässt Sherry ein Treffen mit Kingsley arrangieren, um Kingsley dabei ein Geständnis für die Fälschung der Zypern-Aufnahme zu entlocken und, damit Sherry von ihm die sie belastenden Original-Audioaufnahmen im Tausch für Hewitt erhalten kann, den Kingsley eliminieren möchte und von dessen Tod er noch nichts weiß. Zu dem Treffen unterwegs, verunglücken Jack, folterbedingt mittlerweile unter Herzrhythmusstörungen leidend, und Sherry mit dem Auto. Indes bestätigt der US-Generalbundesanwalt gegenüber Novick die Verbindung Kingsleys zu der Coral-Snake-Einheit, weshalb Novick die CTU nun Jacks Ermittlungen unterstützen lässt. Am Treffpunkt im L.A. Coliseum macht Kingsley gegenüber Sherry das entscheidende, von der CTU aufgezeichnete Geständnis, sodass Prescott den Angriff wenige Minuten vor seinem geplanten Beginn abbrechen lässt. In einem erbittert geführten Feuergefecht gegen Jack und CTU-Einsatzkräfte unterliegen Kingsley und dessen Männer.
Sherry wird verhaftet. Chapelle setzt Almeida wieder als CTU-Leiter ein. Der wieder zum Präsidenten ernannte Palmer lehnt die Rücktrittsgesuche Prescotts und der Minister ab, die gegen ihn votiert hatten; er tadelt sie lediglich. Wegen Vertrauensverlustes entlässt Palmer allerdings Novick. Diejenigen Hintermänner, die Kingsley mit dem Plan bezüglich der Atombombe beauftragt hatten, lassen nach dem ausgebliebenen Angriff auf die nahöstlichen Staaten ein Säureattentat auf Präsident Palmer verüben.

## Produktion
Mit dem Beginn der Handlung der Staffel um 8 Uhr wurde beabsichtigt, das im Herbst längere Tageslicht für Tagaufnahmen zu nutzen und an den kürzeren Wintertagen die Nachtszenen zu drehen.
Während der Dreharbeiten verletzte sich Carlos Bernard beim Sport am Knöchel, wodurch das Drehbuch angepasst werden musste. Für die in Episode 27 gezeigte Zerstörung des CTU-Hauptquartiers wurden 93 verschiedene Explosionen ausgelöst. Es kamen Kulissen für die Air Force One zum Einsatz, die bereits im Kinofilm Air Force One verwendet worden waren.

## Besetzung und Synchronsprecher

### Hauptbesetzung
| Rollenname    | Schauspieler         | Deutscher Synchronsprecher | Rolle                                                    |
| ------------- | -------------------- | -------------------------- | -------------------------------------------------------- |
| David Palmer  | Dennis Haysbert      | Tilo Schmitz               | US-Präsident                                             |
| Kim Bauer     | Elisha Cuthbert      | Sonja Spuhl                | Tochter von Jack Bauer, Kindermädchen von Megan Matheson |
| Jack Bauer    | Kiefer Sutherland    | Tobias Meister             | CTU-Agent                                                |
| George Mason  | Xander Berkeley      | Holger Mahlich             | CTU-Leiter                                               |
| Tony Almeida  | Carlos Bernard       | Robin Brosch               | CTU-Datenanalytiker, später CTU-Leiter                   |
| Sherry Palmer | Penny Johnson Jerald | Ulrike Johannson           | Exfrau von David Palmer                                  |
| Kate Warner   | Sarah Wynter         | Heidrun Bartholomäus       | Tochter von Bob Warner                                   |

### Neben- und Gastdarsteller
| Rollenname       | Schauspieler          | Deutscher Synchronsprecher | Rolle                                                             |
| ---------------- | --------------------- | -------------------------- | ----------------------------------------------------------------- |
| Ron Wieland      | Michael Holden        |                            | Fernsehjournalist                                                 |
| Carrie Turner    | Lourdes Benedicto     | Tanja Geke                 | CTU-Datenanalytikerin                                             |
| Gary Matheson    | Billy Burke           | Nicolas Böll               | Vater von Megan Matheson                                          |
| Miguel           | Innis Casey           | Timmo Niesner              | Freund von Kim Bauer                                              |
| Mike Novick      | Jude Ciccolella       | Norbert Gescher            | Stabschef von David Palmer                                        |
| Rick Phillips    | Michael Cudlitz       | Michael Iwannek            | FBI-Agent                                                         |
| Jim Prescott     | Alan Dale             | Werner Ehrlicher           | US-Vizepräsident, vorübergehend Präsident                         |
| Lynne Kresge     | Michelle Forbes       | Viola Sauer                | Pressereferentin von David Palmer                                 |
| Paula Schaeffer  | Sara Gilbert          |                            | CTU-Programmiererin                                               |
| Marie Warner     | Laura Harris          | Evelyn Maron               | Schwester von Kate Warner, Terroristin, Verlobte von Reza Naiyeer |
| Jonathan Wallace | Gregg Henry           | Jörg Hengstler             | Elitesoldat, Coral-Snake-Mitglied                                 |
| Tom Baker        | Daniel Dae Kim        | Viktor Neumann             | Leiter eines CTU-Sondereinsatzkommandos                           |
| Mandy            | Mia Kirshner          | Angela Ringer              | Frau, die das Säureattentat auf David Palmer verübt               |
| Max              | Thomas Kretschmann    | Udo Schenk                 | Auftraggeber Peter Kingsleys                                      |
| Megan Matheson   | Skye McCole Bartusiak | Victoria Frenz             | Tochter von Carla und Gary Matheson                               |
| Carla Matheson   | Tracy Middendorf      |                            | Gattin von Gary Matheson                                          |
| Aaron Pierce     | Glenn Morshower       | Kaspar Eichel              | Secret-Service-Agent                                              |
| Syed Ali         | Francesco Quinn       |                            | Terrorist, Second-Wave-Anführer                                   |
| Yusuf Auda       | Donnie Keshawarz      | Peter Flechtner            | Austauschagent aus Alis Herkunftsland                             |
| Reza Naiyeer     | Phillip Rhys          | Kim Hasper                 | Verlobter von Marie Warner                                        |
| Ryan Chappelle   | Paul Schulze          | Martin Keßler              | CTU-Regionaldirektor, vorübergehend Leiter der CTU L.A.           |
| Keith Palmer     | Vicellous Shannon     | Jan-David Rönfeldt         | Sohn von David Palmer                                             |
| Bob Warner       | John Terry            | Reinhard Kuhnert           | Geschäftsmann, Berater der CIA, Vater von Marie und Kate Warner   |
| Roger Stanton    | Harris Yulin          | Friedrich Georg Beckhaus   | NSA-Chef                                                          |
| Eric Rayburn     | Timothy Carhart       |                            | NSA-Vizechef                                                      |
| Peter Kingsley   | Tobin Bell            | Bodo Wolf                  | Öl-Magnat                                                         |
| Nina Myers       | Sarah Clarke          | Anke Reitzenstein          | Mörderin, Ex-CTU-Angestellte                                      |
| Michelle Dessler | Reiko Aylesworth      | Ulrike Stürzbecher         | CTU-Datenanalytikerin                                             |
| Alex Hewitt      | Rick D. Wasserman     | Simon Jäger                | Hacker                                                            |

## Episoden
Das Datum der deutschsprachigen Erstausstrahlung ist jeweils grün hervorgehoben.

Die Erstausstrahlung der zweiten Staffel war vom 29. Oktober 2002 bis zum 20. Mai 2003 auf dem US-Sender Fox zu sehen. In Deutschland sendete RTL II die Staffel vom 9. März bis zum 18. Mai 2004; in Österreich sendete sie ORF 1 vom 12. März 2004 bis zum 21. Mai 2004 und in der Schweiz SF 2 vom 1. März 2004 bis zum 17. Mai 2004. Die Staffelpremiere dauert ca. 52 Minuten und damit länger als die anderen Episoden.
|           |           |                          |                                | Erstausstrahlung | Erstausstrahlung     | Erstausstrahlung   | Erstausstrahlung |                       |                                                                  |
| Nr. (ges) | Nr. (St.) | Deutschsprachiger Titel  | Originaltitel                  | USA (FOX)        | Deutschland (RTL II) | Österreich (ORF 1) | Schweiz (SF 2)   | Regie                 | Drehbuch                                                         |
| --------- | --------- | ------------------------ | ------------------------------ | ---------------- | -------------------- | ------------------ | ---------------- | --------------------- | ---------------------------------------------------------------- |
| 25        | 1         | Tag 2: 8:00 – 9:00 Uhr   | Day 2: 8:00 a.m. – 9:00 a.m.   | 29. Okt. 2002    | 9. März 2004         | 12. März 2004      | 1. März 2004     | Jon Cassar            | Joel Surnow, Michael Loceff                                      |
| 26        | 2         | Tag 2: 9:00 – 10:00 Uhr  | Day 2: 9:00 a.m. – 10:00 a.m.  | 5. Nov. 2002     | 9. März 2004         | 12. März 2004      | 1. März 2004     | Jon Cassar            | Joel Surnow, Michael Loceff                                      |
| 27        | 3         | Tag 2: 10:00 – 11:00 Uhr | Day 2: 10:00 a.m. – 11:00 a.m. | 12. Nov. 2002    | 16. März 2004        | 19. März 2004      | 8. März 2004     | James Whitmore, Jr.   | Howard Gordon                                                    |
| 28        | 4         | Tag 2: 11:00 – 12:00 Uhr | Day 2: 11:00 a.m. – 12:00 p.m. | 19. Nov. 2002    | 16. März 2004        | 19. März 2004      | 8. März 2004     | James Whitmore, Jr.   | Remi Aubuchon                                                    |
| 29        | 5         | Tag 2: 12:00 – 13:00 Uhr | Day 2: 12:00 p.m. – 1:00 p.m.  | 26. Nov. 2002    | 23. März 2004        | 26. März 2004      | 15. März 2004    | Jon Cassar            | Gil Grant                                                        |
| 30        | 6         | Tag 2: 13:00 – 14:00 Uhr | Day 2: 1:00 p.m. – 2:00 p.m.   | 3. Dez. 2002     | 23. März 2004        | 26. März 2004      | 15. März 2004    | Jon Cassar            | Elizabeth M. Cosin                                               |
| 31        | 7         | Tag 2: 14:00 – 15:00 Uhr | Day 2: 2:00 p.m. – 3:00 p.m.   | 10. Dez. 2002    | 30. März 2004        | 2. Apr. 2004       | 22. März 2004    | James Whitmore, Jr.   | Virgil Williams                                                  |
| 32        | 8         | Tag 2: 15:00 – 16:00 Uhr | Day 2: 3:00 p.m. – 4:00 p.m.   | 17. Dez. 2002    | 30. März 2004        | 2. Apr. 2004       | 22. März 2004    | James Whitmore, Jr.   | Joel Surnow, Michael Loceff                                      |
| 33        | 9         | Tag 2: 16:00 – 17:00 Uhr | Day 2: 4:00 p.m. – 5:00 p.m.   | 7. Jan. 2003     | 30. März 2004        | 2. Apr. 2004       | 29. März 2004    | David Ehrman          | Howard Gordon                                                    |
| 34        | 10        | Tag 2: 17:00 – 18:00 Uhr | Day 2: 5:00 p.m. – 6:00 p.m.   | 14. Jan. 2003    | 6. Apr. 2004         | 9. Apr. 2004       | 29. März 2004    | Rodney Charters       | David Ehrman                                                     |
| 35        | 11        | Tag 2: 18:00 – 19:00 Uhr | Day 2: 6:00 p.m. – 7:00 p.m.   | 4. Feb. 2003     | 6. Apr. 2004         | 9. Apr. 2004       | 5. Apr. 2004     | Frederick King Keller | Gil Grant                                                        |
| 36        | 12        | Tag 2: 19:00 – 20:00 Uhr | Day 2: 7:00 p.m. – 8:00 p.m.   | 11. Feb. 2003    | 6. Apr. 2004         | 9. Apr. 2004       | 5. Apr. 2004     | Frederick King Keller | Evan Katz                                                        |
| 37        | 13        | Tag 2: 20:00 – 21:00 Uhr | Day 2: 8:00 p.m. – 9:00 p.m.   | 18. Feb. 2003    | 13. Apr. 2004        | 16. Apr. 2004      | 12. Apr. 2004    | Jon Cassar            | Maurice Hurley                                                   |
| 38        | 14        | Tag 2: 21:00 – 22:00 Uhr | Day 2: 9:00 p.m. – 10:00 p.m.  | 25. Feb. 2003    | 13. Apr. 2004        | 16. Apr. 2004      | 12. Apr. 2004    | Jon Cassar            | Joel Surnow, Michael Loceff                                      |
| 39        | 15        | Tag 2: 22:00 – 23:00 Uhr | Day 2: 10:00 p.m. – 11:00 p.m. | 4. März 2003     | 20. Apr. 2004        | 23. Apr. 2004      | 19. Apr. 2004    | Ian Toynton           | Robert Cochran                                                   |
| 40        | 16        | Tag 2: 23:00 – 0:00 Uhr  | Day 2: 11:00 p.m. – 12:00 a.m. | 25. März 2003    | 20. Apr. 2004        | 23. Apr. 2004      | 19. Apr. 2004    | Ian Toynton           | Howard Gordon, Evan Katz                                         |
| 41        | 17        | Tag 2: 0:00 – 1:00 Uhr   | Day 2: 12:00 a.m. – 1:00 a.m.  | 1. Apr. 2003     | 27. Apr. 2004        | 30. Apr. 2004      | 26. Apr. 2004    | Jon Cassar            | Evan Katz, Gil Grant                                             |
| 42        | 18        | Tag 2: 1:00 – 2:00 Uhr   | Day 2: 1:00 a.m. – 2:00 a.m.   | 8. Apr. 2003     | 27. Apr. 2004        | 30. Apr. 2004      | 26. Apr. 2004    | Jon Cassar            | Joel Surnow, Michael Loceff                                      |
| 43        | 19        | Tag 2: 2:00 – 3:00 Uhr   | Day 2: 2:00 a.m. – 3:00 a.m.   | 15. Apr. 2003    | 27. Apr. 2004        | 30. Apr. 2004      | 3. Mai 2004      | James Whitmore, Jr.   | Howard Gordon                                                    |
| 44        | 20        | Tag 2: 3:00 – 4:00 Uhr   | Day 2: 3:00 a.m. – 4:00 a.m.   | 22. Apr. 2003    | 4. Mai 2004          | 7. Mai 2004        | 3. Mai 2004      | James Whitmore, Jr.   | Neil Cohen                                                       |
| 45        | 21        | Tag 2: 4:00 – 5:00 Uhr   | Day 2: 4:00 a.m. – 5:00 a.m.   | 29. Apr. 2003    | 4. Mai 2004          | 7. Mai 2004        | 10. Mai 2004     | Ian Toynton           | Robert Cochran, Howard Gordon                                    |
| 46        | 22        | Tag 2: 5:00 – 6:00 Uhr   | Day 2: 5:00 a.m. – 6:00 a.m.   | 6. Mai 2003      | 11. Mai 2004         | 14. Mai 2004       | 10. Mai 2004     | Ian Toynton           | Virgil Williams, Duppy Demetrius                                 |
| 47        | 23        | Tag 2: 6:00 – 7:00 Uhr   | Day 2: 6:00 a.m. – 7:00 a.m.   | 13. Mai 2003     | 11. Mai 2004         | 14. Mai 2004       | 17. Mai 2004     | Jon Cassar            | Evan Katz, Gil Grant                                             |
| 48        | 24        | Tag 2: 7:00 – 8:00 Uhr   | Day 2: 7:00 a.m. – 8:00 a.m.   | 20. Mai 2003     | 18. Mai 2004         | 21. Mai 2004       | 17. Mai 2004     | Jon Cassar            | Joel Surnow, Michael Loceff; Idee: Robert Cochran, Howard Gordon |

## Rezeption

### Kritiken
Verglichen mit der ersten Staffel sei die zweite Staffel düsterer und in höherem Tempo erzählt und biete ein realistischeres Ambiente; zudem brilliere sie, weil sie es sich nicht einfach mache. Statt Schwarz und Weiß gebe es nur Grauzonen, Story und Figuren seien komplex und der Zuschauer erhalte Stoff zum Nachdenken. Hingegen sei es eine erzählerische Schwäche, dass jeder von Jack Bauer verhörte Verdächtige stets kurz vor dem Enthüllen eines wichtigen Geheimnisses sterbe, nur um ihm „einen einzigen Hinweis auf den nächsten Verdächtigen zu hinterlassen“. Die neuen Charaktere würden der Staffel zwar bei ihrer Entwicklung helfen, der Nebenhandlungsstrang mit Kate Warner im ersten Staffeldrittel wirke aber deplatziert und helfe erst danach beim Verständnis der anderen Handlungsstränge. Besonders scharf kritisiert wird die von Kim Bauer handelnde Geschichte: Die Handlung wird als „alberne Eskapaden“, „Wurmfortsatz“, „lästig, nervig, langweilig“ und „lahm“ verspottet. Sie diene meist als „Comic Relief für eine unaufhörlich grausame Litanei aus Gewalt und politischen Wirren“, die die anderen Haupthandlungsstränge füllten, und entwickele sich „nach glaubwürdigem Beginn“ „zunehmend albern“. Zudem ergebe Elisha Cuthberts Figur wegen der fehlenden Verbindung zur Haupthandlung keinen Sinn, sei einem Klischee nach dem anderen ausgesetzt und handele nur reaktiv statt proaktiv.

### Auszeichnungen
Bei zehn Nominierungen für einen Primetime Emmy Award gab es 2003 zwei Prämierungen, und zwar in den Kategorien Beste Musikkomposition für eine Serie (dramatischer Underscore) für Episode 15 und Bester Ein-Kamera-Bildschnitt für eine Dramaserie für Episode 22. Nominiert war die Staffel auch in den Kategorien Bester Hauptdarsteller in einer Dramaserie und Beste Dramaserie.
2003 und 2004 war 24 zudem 5-mal für den Golden Globe Award nominiert, der im Gegensatz zu den Emmys nicht Fernsehsaison-bezogen, sondern Kalenderjahr-bezogen vergeben wird. In beiden Jahren war die Serie in den Kategorien Bester Hauptdarsteller (Kiefer Sutherland) und Beste Dramaserie nominiert.